# Dirk Hafemeister
Dirk Hafemeister (* 17. April 1958 in Berlin; † 31. August 2017) war ein deutscher Springreiter. Er wurde 1988 Olympiasieger im Mannschaftswettbewerb.

## Leben
Der Sohn eines Bauunternehmers wurde unter anderem am DOKR-Bundesleistungszentrum in Warendorf zum Pferdewirt, Schwerpunkt Reiten, ausgebildet. Seine Ausbildung schloss er 1982 ab. Während der 1980er-Jahre war er freiberuflich tätig und hatte seine Pferde im Stall seines Freundes Paul Schockemöhle in Mühlen untergebracht. Im Februar 1991 sprach die Internationale Reiterliche Vereinigung eine viermonatige Sperre gegen Hafemeister aus, weil sie es als erwiesen angesehen hatte, dass er im Vorjahr bei einem Turnier in Antwerpen einem seiner Pferde ein nicht erlaubtes Beruhigungsmittel verabreicht hatte.
Hafemeisters größter Erfolg als Springreiter war der Gewinn der Goldmedaille mit der Mannschaft bei den Olympischen Spielen 1988 in Seoul auf der Stute Orchidee, wofür er und seine Equipe mit dem Silbernen Lorbeerblatt ausgezeichnet wurden. Im Einzelwettbewerb belegte er Rang 19. Auf P.S. Priamos gewann er 1994 mit der Mannschaft Gold bei den Weltreiterspielen in Den Haag. Hafemeister gewann ferner zwei Weltcupspringen, ritt in fünf Weltcupfinals, wurde fünfmal Deutscher Mannschaftsmeister und gewann 13 Nationenpreise bei 30 Teilnahmen für Deutschland.
Nach Beendigung seiner aktiven Karriere war Hafemeister als Ausbilder, Trainer und Turnierbegleiter tätig. Er starb am 31. August 2017 an Herzversagen und hinterließ zwei Töchter.

## Erfolge
- Goldmedaille Olympische Spiele 1988 in Seoul mit der Mannschaft
- Goldmedaille Weltmeisterschaft 1994 in Den Haag mit der Mannschaft
- 2 Siege bei Weltcupspringen
- 5× Weltcupfinale, Platzierungen: 4., 5., 7. und 8.
- 5× Deutscher Mannschaftsmeister
- Deutsche Meisterschaft: 2. Platz Einzel 1988 in Verden, 3. Platz Einzel 1991 in Mannheim
- 30 Nationenpreise für Deutschland, davon 13 gewonnen
- Siege in zahlreichen nationalen und internationalen Grand Prix